# Q Perior
Q_Perior (Eigenschreibweise Q_PERIOR) war eine international tätige Unternehmensberatung mit Schwerpunkt Management- und IT-Beratung. Ende 2023 fusionierte das Unternehmen mit der französischen Beratungsfirma Wavestone.

## Geschichte
Q Perior entstand 2011 aus dem Zusammenschluss dreier Unternehmen: der agens Gruppe, die als agens Consulting GmbH und als paricon AG auftrat, und der ESPRiT Consulting AG. Der Name „Q Perior“ steht für „Quality und Superior“. Durch den Zusammenschluss wuchs Q Perior auf über 400 Mitarbeiter. Seit 1977 bot das Beratungshaus agens Consulting GmbH Management-, IT- und SAP-Beratung für deutsche Finanz- und Versicherungsunternehmen an. 1995 wurde die ESPRiT Consulting AG von vier ehemaligen Accenture-Beratern gegründet. Die im Jahr 2000 gegründete Paricon AG implementierte SAP-Produkte und SAP-Branchenlösungen. 2017 fusionierte Q Perior mit dem Schweizer Unternehmen P5group Holding. Die Unternehmensberatung mit ihren Unterfirmen Adverdi, IC&Partner und ER & Partner war aktiv bei Digitalisierungs- und Compliance-Vorhaben für die Finanzdienstleistungsindustrie. 2019 fanden sowohl die Gründungen der Strategieberatung Q-VERTION für Kunden aus Versicherungen und dem Gesundheitswesen als auch die der qdive GmbH (damals Sqooba Deutschland GmbH), eine Tochtergesellschaft für Data Science- und datenbezogene Dienstleistungen, statt. 2019 setzte sich der Wachstumskurs von Q Perior fort: die Managementberatung übernahm die Inspiricon AG, deren Kernkompetenz die SAP-Beratung war. 2022 folgte der Zukauf des polnischen IT-Dienstleisters FIS-SST und der IT- und Businessberatung FMC Feindt Management Consulting GmbH, womit der Fokus auf SAP nochmals verstärkt wurde. Zudem konnten die Bereiche Microsoft, JAVA, Cloud-Technologien sowie Testing-Kompetenzen weiter ausgebaut werden. Am 5. Dezember 2023 verkündeten Q_PERIOR und das führende französische Beratungsunternehmen Wavestone ihre Fusion, welche am 24. Mai 2024 auch nach außen hin in Kraft getreten ist.
Das Geschäftsjahr 2022 schloss die inhabergeführte Q Perior-Gruppe mit einem Gesamtumsatz von 286 Mio. Euro ab und beschäftigt nun 1.750 Mitarbeitende.
Auch 2023 wurde Q Perior auf Kununu zu einer „Top Company“ unter die rund 5 % der beliebtesten Arbeitgeber gewählt. Zudem wurde das Unternehmen auch 2023 von Brand eins und Statista mit dem Siegel „Beste Berater“ ausgezeichnet.

## Unternehmensprofil und Dienstleistungen
Zu den Kernbranchen von Q Perior zählten Versicherungen, Banken, Tourismuswirtschaft, Transport und Logistik, Automotive und Industrie, Energiewirtschaft und der öffentlicher Sektor.

## Standorte
Vor dem Zusammenschluss mit Wavestone war Q Perior auf 21 Standorte weltweit verteilt.  Der Hauptsitz befand sich in München.
- Deutschland: München, Hamburg, Rosenheim, Stuttgart, Ingolstadt, Nürnberg, Frankfurt am Main, Köln
- Schweiz: Bern, Zürich
- Österreich: Wien
- England: London
- Bosnien und Herzegowina: Sarajevo
- USA: New York
- Kanada: Toronto
- Rumänien: Cluj-Napoca
- Italien: Mailand
- Polen: Opole, Gliwice, Breslau
- Spanien: Madrid